# Eccellenza Friuli-Venezia Giulia 2015-2016
Il campionato italiano di calcio di Eccellenza regionale 2015-2016 è il 25° organizzato in Italia. Rappresenta il quinto livello (1° regionale) del calcio italiano.
Questo è il girone organizzato dal Comitato Regionale Friuli-Venezia Giulia.

## Stagione

### Formula
| REGOLAMENTO ECCELLENZA FRIULI-VENEZIA GIULIA 2015-16 |                                     | |
| Posizione                                            | Destino                             | Modalità di svolgimento |
| 1°                                                   | promozione diretta in Serie D       | - |
| 2°                                                   | play-off nazionali                  | senza disputare i play-off regionali |
| dal 3° all'11°                                       | rimangono in Eccellenza             | - |
| dal 12° al 15°                                       | Play-out                            | gli accoppiamenti saranno 12ª-15ª e 13ª-14ª in gara unica in casa della miglior piazzata. In caso di parità si effettueranno i tempi supplementari; in caso di ulteriore parità retrocederà la società peggior piazzata. Non si disputeranno le sfide se il distacco sarà pari o superiore a 10 punti. |
| 16°                                                  | retrocessione diretta in Promozione | - |

| MECCANISMO PROMOZIONI-RETROCESSIONI FRIULI-VENEZIA GIULIA 2015-16 |                                                          |                                                     |                                                     |                                                        |                                                        |
| -                                                                 | nessuna retrocessione di Società regionali dalla Serie D | 1 retrocessione di Società regionali dalla Serie D  | 2 retrocessioni di Società regionali dalla Serie D  | 3 retrocessioni di Società regionali dalla Serie D     | 4 retrocessioni di Società regionali dalla Serie D     |
| Promossa in Serie D                                               | la 1ª classificata                                       | la 1ª classificata                                  | la 1ª classificata                                  | la 1ª classificata                                     | la 1ª classificata                                     |
| Retrocederanno dall'Eccellenza                                    | l'ultima classificata. Altre 2 squadre dai Play-out      | l'ultima classificata. Altre 2 squadre dai Play-out | l'ultima classificata. Altre 2 squadre dai Play-out | le ultime 2 classificate. Altre 2 squadre dai Play-out | le ultime 3 classificate. Altre 2 squadre dai Play-out |

### Avvenimenti
Col CU 009 del 13/08/2015 il Comitato Regionale F.V.G ha comunicato le 16 squadre aventi diritto di partecipare al campionato di Eccellenza del Friuli Venezia Giulia 2014-15:
- 12 hanno mantenuto la categoria: Chions, Cjarlins Muzane, Cordenons, Gemonese, I.S.M. Gradisca, Lumignacco, Manzanese, Sanvitese, Tolmezzo, Tricesimo, Vesna e Virtus Corno
- 1 è stata retrocessa dalla Serie D : Kras
- 3 sono state promosse dalla Promozione : Rivignano e Torviscosa (vincitrici dei gironi) e Flaibano (vincente play-off)

## Squadre partecipanti
| Club                   | Città (provincia)                 | campo di gioco                             | fond. | Stagione 2014-2015                                          |
| ---------------------- | --------------------------------- | ------------------------------------------ | ----- | ----------------------------------------------------------- |
| A.P.C. Chions          | Chions (PN)                       | Stadio Francesco Tesolin                   | 1972  | 9ª in Eccellenza.                                           |
| A.S.D. Cjarlins Muzane | Carlino e Muzzana (UD)            | Stadio Eros Della Ricca                    | 2003  | 2ª in Eccellenza. Eliminata 1º turno nei Play-off nazionali |
| A.S.D. Cordenons       | Cordenons (PN)                    | Stadio Comunale "Assi"                     | 1957  | 4ª in Eccellenza.                                           |
| G.S. Flaibano          | Flaibano (UD)                     | Stadio Comunale di Flaibano                | 1964  | 2ª in Promozione/gir. A. 1ª nei play-off                    |
| A.S.D. Gemonese        | Gemona del Friuli (UD)            | Stadio Ammiraglio Diego Simonetti          | 1919  | 13ª in Eccellenza. Salva ai play-out                        |
| A.S.D. I.S.M. Gradisca | Gradisca d'Isonzo (GO)            | Stadio Gino Colaussi                       | 1978  | 12ª in Eccellenza                                           |
| A.S.D. N.K. Kras       | Monrupino (TS)                    | Stadio Comunale di Monrupino               | 1986  | 16ª in Serie D/gir. C. Retrocessa dopo i play-out           |
| A.S.D. Lumignacco      | Lumignacco di Pavia di Udine (UD) | Campo Sportivo di Lauzacco                 | 1969  | 5ª in Eccellenza                                            |
| A.S.D. Manzanese 1919  | Manzano (UD)                      | Stadio Polisportivo Olivo                  | 1919  | 8ª in Eccellenza                                            |
| A.S.D. Rivignano       | Rivignano (UD)                    | Stadio Comunale di Rivignano               | 1919  | 1ª in Promozione/gir. A                                     |
| A.S.D. Sanvitese       | San Vito al Tagliamento (PN)      | Stadio Comunale di San Vito al Tagliamento | 1920  | 11ª in Eccellenza                                           |
| A.S.D. Tolmezzo Carnia | Tolmezzo (UD)                     | Stadio Fratelli Ermano                     | 1913  | 10ª in Eccellenza                                           |
| A.S.D. Torviscosa      | Torviscosa (UD)                   | Stadio Beppino Tonello                     | 1942  | 1ª in Promozione/gir. B. Detentore Coppa Promozione         |
| A.S.D. Tricesimo       | Tricesimo (UD)                    | Stadio A. Giordano                         | 1923  | 6ª in Eccellenza                                            |
| S.S. Vesna             | Santa Croce di Trieste            | Campo Sportivo di Santa Croce di Trieste   | 1945  | 3ª in Eccellenza                                            |
| A.S.D. Virtus Corno    | Corno di Rosazzo (UD)             | Stadio G.A. Cudiz                          | 2005  | 7ª in Eccellenza. Detentore Coppa Eccellenza                |

## Classifica finale
|  | Pos. | Squadra         | Pt | G  | V  | N  | P  | GF | GS | DR  |
|  | ---- | --------------- | -- | -- | -- | -- | -- | -- | -- | --- |
|  | 1.   | Cordenons       | 60 | 30 | 18 | 6  | 6  | 45 | 26 | +19 |
|  | 2.   | Torviscosa      | 54 | 30 | 15 | 9  | 6  | 38 | 28 | +10 |
|  | 3.   | Cjarlins Muzane | 53 | 30 | 15 | 8  | 7  | 54 | 34 | +20 |
|  | 4.   | Lumignacco      | 52 | 30 | 15 | 7  | 8  | 38 | 32 | +6  |
|  | 5.   | Tricesimo       | 49 | 30 | 14 | 7  | 9  | 59 | 44 | +15 |
|  | 6.   | Kras            | 44 | 30 | 12 | 8  | 10 | 52 | 43 | +9  |
|  | 7.   | Gemonese        | 42 | 30 | 12 | 6  | 12 | 34 | 31 | +3  |
|  | 8.   | Vesna           | 41 | 30 | 10 | 11 | 9  | 48 | 39 | +8  |
|  | 9.   | Tolmezzo        | 39 | 30 | 10 | 9  | 11 | 44 | 38 | +6  |
|  | 10.  | Chions          | 36 | 30 | 8  | 12 | 10 | 36 | 39 | -3  |
|  | 11.  | Virtus Corno    | 35 | 30 | 10 | 5  | 15 | 33 | 47 | -13 |
|  | 12.  | Flaibano        | 35 | 30 | 9  | 8  | 13 | 35 | 50 | -15 |
|  | 13.  | Manzanese       | 34 | 30 | 9  | 7  | 14 | 36 | 40 | -4  |
|  | 14.  | Sanvitese       | 33 | 30 | 10 | 3  | 17 | 32 | 41 | -9  |
|  | 15.  | ISM Gradisca    | 27 | 30 | 4  | 15 | 11 | 34 | 44 | -10 |
|  | 16.  | Rivignano       | 22 | 30 | 5  | 7  | 18 | 24 | 66 | -42 |

Legenda

      Promossa in Serie D 2016-2017.
      Ammessa (e poi sconfitta) ai play-off nazionali.
      Retrocesse in Promozione 2016-2017 dopo i play-out.
      Retrocesse in Promozione 2016-2017.
Note:

Tre punti a vittoria, uno a pareggio, zero a sconfitta.

Scontri diretti fra squadre a pari punti:

Flaibano-Virtus Corno 2-1 e 0-3.

## Risultati

### Tabellone
|                 | Chi  | Cja  | Cor  | Fla  | Gem  | ISM  | Kra  | Lum  | Man  | Riv  | San  | Tol  | Tor  | Tri  | Ves  | Vir  |
| --------------- | ---- | ---- | ---- | ---- | ---- | ---- | ---- | ---- | ---- | ---- | ---- | ---- | ---- | ---- | ---- | ---- |
| Chions          | –––– | 0-1  | 0-2  | 1-2  | 2-0  | 3-2  | 2-2  | 0-1  | 1-1  | 1-0  | 3-0  | 2-2  | 3-1  | 3-2  | 2-2  | 1-1  |
| Cjarlins Muzane | 0-0  | –––– | 4-1  | 7-0  | 0-3  | 1-1  | 2-0  | 0-1  | 4-2  | 1-1  | 0-0  | 2-1  | 2-1  | 3-1  | 4-1  | 1-2  |
| Cordenons       | 0-1  | 1-1  | –––– | 3-1  | 3-0  | 0-0  | 1-0  | 1-1  | 3-1  | 1-0  | 1-0  | 2-1  | 1-0  | 5-1  | 2-1  | 1-0  |
| Flaibano        | 2-0  | 2-0  | 1-1  | –––– | 0-1  | 3-0  | 1-1  | 0-2  | 0-0  | 3-2  | 3-2  | 0-0  | 0-0  | 3-5  | 1-1  | 2-1  |
| Gemonese        | 3-0  | 1-2  | 0-1  | 2-1  | –––– | 2-1  | 0-0  | 1-2  | 1-2  | 4-0  | 1-2  | 0-0  | 1-1  | 1-0  | 2-3  | 2-0  |
| ISM Gradisca    | 2-2  | 0-3  | 1-3  | 1-3  | 1-2  | –––– | 1-1  | 2-2  | 1-3  | 4-0  | 0-1  | 3-2  | 0-0  | 1-1  | 1-1  | 0-0  |
| Kras            | 2-1  | 1-2  | 3-2  | 0-2  | 1-2  | 2-1  | –––– | 3-1  | 3-0  | 7-1  | 2-2  | 3-3  | 2-0  | 0-3  | 0-0  | 5-1  |
| Lumignacco      | 2-1  | 0-1  | 1-1  | 2-0  | 2-0  | 3-2  | 2-2  | –––– | 2-1  | 2-0  | 0-2  | 2-1  | 0-1  | 1-5  | 0-3  | 1-0  |
| Manzanese       | 0-1  | 1-1  | 0-1  | 0-0  | 2-0  | 1-1  | 1-3  | 0-0  | –––– | 3-0  | 1-2  | 4-0  | 1-2  | 2-3  | 2-0  | 0-1  |
| Rivignano       | 0-0  | 0-2  | 1-3  | 2-0  | 0-0  | 0-0  | 1-0  | 1-1  | 3-1  | –––– | 2-0  | 1-3  | 2-2  | 0-2  | 0-5  | 0-3  |
| Sanvitese       | 0-0  | 3-1  | 1-3  | 2-0  | 2-1  | 1-3  | 1-0  | 0-3  | 0-1  | 5-1  | –––– | 0-1  | 0-1  | 0-1  | 3-1  | 1-2  |
| Tolmezzo        | 2-2  | 3-3  | 0-0  | 2-1  | 0-1  | 0-1  | 2-3  | 1-0  | 2-2  | 3-0  | 1-0  | –––– | 0-1  | 0-1  | 0-0  | 2-0  |
| Torviscosa      | 1-1  | 1-1  | 1-0  | 6-3  | 1-0  | 2-2  | 1-2  | 1-0  | 1-0  | 3-1  | 1-0  | 0-3  | –––– | 1-0  | 1-1  | 3-1  |
| Tricesimo       | 2-2  | 0-2  | 3-1  | 2-0  | 2-2  | 1-1  | 2-3  | 1-2  | 0-1  | 5-2  | 3-0  | 3-2  | 1-1  | –––– | 3-2  | 3-0  |
| Vesna           | 2-1  | 4-2  | 2-0  | 1-1  | 0-0  | 0-0  | 3-0  | 1-1  | 3-1  | 1-2  | 2-1  | 1-2  | 0-1  | 1-1  | –––– | 6-2  |
| Virtus Corno    | 2-0  | 2-1  | 0-1  | 3-0  | 0-1  | 1-1  | 2-1  | 0-1  | 1-2  | 1-1  | 2-1  | 0-5  | 0-2  | 2-2  | 3-0  | –––– |

## Spareggi

### Play-out
| Squadra 1 | Risultato   | Squadra 2    |
| --------- | ----------- | ------------ |
| Manzanese | 2 - 2 (dts) | Sanvitese    |
| Flaibano  | 0 - 1       | ISM Gradisca |

| Arbitro: | Marco Paletta (Lodi) |

|                                  |           |                                |
| Osagiede 6’ Lius Della Pietà 87’ | Marcatori | 13’ Rosa Gastaldo 29’ Filopati |

| Arbitro: | Luca Bergamin (Castelfranco Veneto) |

|  |           |                        |
|  | Marcatori | 30’ (rig.) Sangiovanni |

### Verdetti finali
- Cordenons promossa in Serie D 2016-2017
- Torviscosa ammessa ai play-off nazionali
- Rivignano e, dopo i play-out,  Sanvitese e Flaibano retrocessi in Promozione 2016-2017

## Play-off nazionali
| Squadra 1                           | Totale        | Squadra 2                           | Andata     | Ritorno    |
| ----------------------------------- | ------------- | ----------------------------------- | ---------- | ---------- |
| PRIMO TURNO                         | PRIMO TURNO   | PRIMO TURNO                         | 15.05.2016 | 22.05.2016 |
| (Lombardia/A) Legnano               | 4 - 1         | Torviscosa                          | 2 - 1      | 2 - 0      |
| (Trentino-Alto Adige) Sankt Georgen | 3 - 1         | Valenzana (Piemonte/B)              | 1 - 0      | 2 - 1      |
| SECONDO TURNO                       | SECONDO TURNO | SECONDO TURNO                       | 05.06.2016 | 12.06.2016 |
| (Lombardia/A) Legnano               | 4 - 3         | Sankt Georgen (Trentino-Alto Adige) | 2 - 1      | 2 - 2 dts  |
| promossa in Serie D: Legnano        |               |                                     |            |            |

### Primo turno
| Arbitro: | Porcheddu (Oristano) |

|                  |           |           |
| Pinelli 64’, 67’ | Marcatori | 38’ Sturm |

| Arbitro: | Emmanuele (Pisa) |

|  |           |                        |
|  | Marcatori | 34’ Magnoni 76’ Laraia |

## Fase Regionale Coppa Italia Dilettanti
La coppa è stata vinta dal Vesna (4-2 in finale sul Flaibano)